# Paweł Wojciechowski (astista)
Paweł Wojciechowski (Bydgoszcz, 6 giugno 1989) è un astista polacco, campione mondiale a Taegu 2011.

## Record nazionali

### Seniores
- Salto con l'asta: 5,93 m ( Losanna, 6 luglio 2017)

### Under 20
- Salto con l'asta: 5,51 m (2008)

## Palmarès
| Anno | Manifestazione           | Sede           | Evento           | Risultato | Prestazione | Note                                     |
| ---- | ------------------------ | -------------- | ---------------- | --------- | ----------- | ---------------------------------------- |
| 2008 | Mondiali juniores        | Bydgoszcz      | Salto con l'asta | Argento   | 5,40 m      | Miglior prestazione personale            |
| 2011 | Europei indoor           | Parigi         | Salto con l'asta | 4º        | 5,71 m      |                                          |
| 2011 | Europei under 23         | Ostrava        | Salto con l'asta | Oro       | 5,70 m      | Miglior prestazione personale            |
| 2011 | Mondiali                 | Taegu          | Salto con l'asta | Oro       | 5,90 m      |                                          |
| 2011 | Giochi mondiali militari | Rio de Janeiro | Salto con l'asta | Oro       | 5,81 m      |                                          |
| 2012 | Giochi olimpici          | Londra         | Salto con l'asta | nm (q)    | nm (q)      |                                          |
| 2014 | Mondiali indoor          | Sopot          | Salto con l'asta | 12º       | 5,40 m      |                                          |
| 2014 | Europei                  | Zurigo         | Salto con l'asta | Argento   | 5,70 m      |                                          |
| 2015 | Mondiali                 | Pechino        | Salto con l'asta | Bronzo    | 5,80 m      |                                          |
| 2015 | Giochi mondiali militari | Mungyeong      | Salto con l'asta | Bronzo    | 5,20 m      |                                          |
| 2016 | Europei                  | Amsterdam      | Salto con l'asta | 7º        | 5,30 m      |                                          |
| 2016 | Giochi olimpici          | Rio de Janeiro | Salto con l'asta | 16º (q)   | 5,45 m      |                                          |
| 2017 | Europei indoor           | Belgrado       | Salto con l'asta | Bronzo    | 5,85 m      | Miglior prestazione personale stagionale |
| 2017 | Mondiali                 | Londra         | Salto con l'asta | 5º        | 5,75 m      |                                          |
| 2018 | Mondiali indoor          | Birmingham     | Salto con l'asta | 13º       | 5,60 m      |                                          |
| 2018 | Europei                  | Berlino        | Salto con l'asta | 5º        | 5,80 m      | Miglior prestazione personale stagionale |
| 2019 | Europei indoor           | Glasgow        | Salto con l'asta | Oro       | 5,90 m      | Miglior prestazione personale            |
| 2019 | Mondiali                 | Doha           | Salto con l'asta | 13º (q)   | 5,70 m      |                                          |
| 2019 | Giochi mondiali militari | Wuhan          | Salto con l'asta | Oro       | 5,60 m      |                                          |
| 2021 | Europei indoor           | Toruń          | Salto con l'asta | 13º (q)   | 5,35 m      |                                          |
| 2021 | Giochi olimpici          | Tokyo          | Salto con l'asta | 28º (q)   | 5,30 m      |                                          |
| 2023 | Mondiali                 | Budapest       | Salto con l'asta | 22º (q)   | 5,35 m      |                                          |
| 2024 | Europei                  | Roma           | Salto con l'asta | 21º (q)   | 5,25 m      |                                          |